# Knema erratica
Knema erratica là một loài thực vật có hoa trong họ Myristicaceae. Loài này được (Hook. f. & Thomson) J. Sinclair mô tả khoa học đầu tiên năm 1961.